# Belleville (Kansas)
Belleville és una població dels Estats Units a l'estat de Kansas. Segons el cens del 2000 tenia 2.239 habitants.

## Demografia
Segons el cens del 2000, Belleville tenia 2.239 habitants, 1.045 habitatges, i 606 famílies. La densitat de població era de 445,6 habitants per km².
Dels 1.045 habitatges en un 20,4% hi vivien nens de menys de 18 anys, en un 49% hi vivien parelles casades, en un 7,2% dones solteres, i en un 42% no eren unitats familiars. En el 39,8% dels habitatges hi vivien persones soles el 23,3% de les quals corresponia a persones de 65 anys o més que vivien soles. El nombre mitjà de persones vivint en cada habitatge era de 2,01 i el nombre mitjà de persones que vivien en cada família era de 2,67.
Per edats la població es repartia de la següent manera: un 17,6% tenia menys de 18 anys, un 5,4% entre 18 i 24, un 20% entre 25 i 44, un 22,9% de 45 a 60 i un 34,1% 65 anys o més.
L'edat mediana era de 51 anys. Per cada 100 dones de 18 o més anys hi havia 78,2 homes.
La renda mediana per habitatge era de 26.692 $ i la renda mediana per família de 36.515 $. Els homes tenien una renda mediana de 24.743 $ mentre que les dones 16.964 $. La renda per capita de la població era de 18.989 $. Entorn del 5,4% de les famílies i el 8,7% de la població estaven per davall del llindar de pobresa.

## Poblacions més properes
El següent diagrama mostra les poblacions més properes.